# Koroška vas, Novo mesto
Koroška vas je naselje v Občini Novo mesto.